# 鲍里斯拉夫·达姆亚诺夫
鲍里斯拉夫·达姆亚诺夫（1998年4月11日—），出生于蒙塔納，是一名保加利亚男子足球运动员，2016年1月，他加入了蒙塔纳足球俱乐部，目前担任中场球员。